# Silversun Pickups
Silversun Pickups es un grupo musical estadounidense de rock alternativo formado en Los Ángeles, California.

## Miembros
Silversun Pickups está conformado por Brian Aubert (guitarra y voz), Nikki Monninger (bajo y voz), Christopher Guanlao (batería) y Joe Lester (teclado).
A mediados de agosto del 2012, Sarah Negahdari (de la banda, The Happy Hollows) reemplazó a Nikki Monninger a causa de su embarazo, hasta junio de 2013; en el que se realizó el tour Rock the Garden 2013 para el álbum de estudio Neck of the Woods.
Los miembros del grupo son amigos, que han tocado juntos anteriormente o con amigos mutuos en otros grupos.

## Historia
Silversun Pickups lanzó su primer álbum, titulado Pikul, en julio del 2005.
El segundo álbum de la banda, llamado Carnavas, fue lanzado el 26 de julio de 2006. 
La agrupación finalizó el 9 de diciembre de 2006 una gira de conciertos como teloneros de los australianos Wolfmother. Además acompañaron a OK Go y Snow Patrol en una gira por Estados Unidos, la cual finalizó el 10 de abril de 2007.
El 27 de abril del mismo año, la banda se presentó en el Coachella Valley Music and Arts Festival, formando parte del cartel de dicho festival de música realizado en Indio, California, Estados Unidos.
Su tema más reconocido a nivel global, y que impulsó su carrera fue Lazy Eye, el cual aparece en los videojuegos Guitar Hero: World Tour y Rock Band 2. Well Thought Out Twinkles apareció en el videojuego Tony Hawk's Proving Ground en el año 2007.
Por otro lado, Cannibal, su reciente tema, aparece en el videojuego multiplataforma Asphalt 8: Airborne.

## Influencias
El sonido de la banda, que con frecuencia incorpora múltiples capas de guitarras distorsionadas, es frecuentemente comparado con el de The Smashing Pumpkins; mientras que los miembros de la banda han mencionado que están fuertemente influenciados por artistas como My Bloody Valentine, Pixies, The Velvet Underground, Elliott Smith, Sonic Youth, Sweet, Modest Mouse, Sunny Day Real Estate, y Secret Machines; al igual que otros numerosos artistas de menos publicidad y renombre.

## Discografía

### Álbumes
- Pikul, 2005.

```
 1. Kissing Families
 2. Comeback Kid
 3. Booksmart Devil
 4. The Fuzz
 5. Creation Lake 
 6. All the Go Inbetweens
 7. Sci Fi Lullaby
```

- Carnavas, 2006.

```
 1. Melatonin 
 2. Well Thought Out Twinkles 
 3. Checkered Floor 
 4. Little Lover's So Polite 
 5. Future Foe Scenarios 
 6. Waste It On 
 7. Lazy Eye 
 8. Rusted Wheel 
 9. Dream At Tempo 119 
 10. Three Seed 
 11. Common Reactor
```

- Swoon, 2009.

```
1. There's No Secrets This Year 
 2. The Royal We 
 3. Growing Old Is Getting Old 
 4. It's Nice To Know You Work Alone
 5. Panic Switch
 6. Draining
 7. Sort Of 
 8. Substitution 
 9. Catch & Release
 10. Surrounded (Or Spiraling)
```

- Neck Of The Woods, 2012

```
1. Skin Graph
2. Make Believe
3. Bloody Mary (Nerve Endings)
4. Busy Bees
5. Here We Are (Chancer)
6. Mean Spirits
7. Simmer
8. The Pit
9. Dots And Dashes (Enough Already)
10. Gun-Shy Sunshine
11. Out Of Breath
```

- Better Nature, 2015.

```
1. Cradle (Better Nature) 
2. Connection 
3. Pins & Needles 
4. Friendly Fires
5. Nightlight
6. Circadian Rhythm
7. Tapedeck 
8. Latchkey Kids
9. Ragamoffin
10. The Wild Kind
```

- Widow’s Weeds, 2019.

```
1. Neon Wound 
2. It doesn’t matter why
3. Freakazoid
4. Don’t know yet
5. Straw man
6. Bag of bones 
7. Widow’s weeds 
8. Songbirds
9. Simpatico
10. We are chameleons
```

- Physical Thrills, 2022.

```
1. Stillness (Way Beyond)
2. Sticks and Stones
3. Hereafter (Way After)
4. Dream at Tempo 050
5. Scared Together
6. Alone on a Hill
7. Hidden Moon 
8. System Error
9. Empty Nest
10. Dream at Tempo 310
11. We Won't Come Out
12. Stay Down (Way Down)
13. Quicksand
14. Dream at Tempo 150
```

Referencia de discografía

### EP
- Remixes, 2007.
- Live Session (iTunes Exclusive), 2007.
- The Tripwire Session: Live In Chicago, 2007.
- Seasick, 2011.

### Sencillos
- "Lazy Eye", 2006.
- "Future Foe Scenarios", 2007.
- "Well Thought Out Twinkles", 2007.
- "Little Lover's So Polite", 2007.
- "Panic switch", 2009.
- "Substitution", 2009.
- "The Royal We", 2010.
- "Cannibal", 2014.